# تايتوكو نو كيتسودان
تايتوكو نو كيتسودان (باليابانية: 提督の決断) ، هي لعبة فيديو إلكترونية من إنتاج شركة كويي اليابانية سنة 1989م، وتمت ترجمة اللعبة إلى اللغة الإنجليزية سنة 1992م.

## أحداث اللعبة
تحدث اللعبة في الحرب العالمية الثانية بين المتحاربين، وهما الولايات المتحدة الأمريكية والإمبراطورية اليابانية من عام 1941 إلى 1945م، والتي تشمل الهجوم الياباني في ميناء بيرل هاربور بمدينة هاواي الأمريكية سنة 1941 ، ومروراً بالعمليات في الصين وجزر كوريل وظهور القوات السوفيتية.

## وصلات خارجية
- GameSpot P.T.O. page
- MobyGames P.T.O. page
- All Games P.T.O. page نسخة محفوظة 16 يناير 2013 at Archive.is
- IGN Game Guide and Walkthrough
- Koei P.T.O. and other games Community Forum[وصلة مكسورة]